# Paradrillia patruelis
Paradrillia patruelis é uma espécie de gastrópode do gênero Paradrillia, pertencente a família Horaiclavidae.